# Stainton by Langworth
Stainton by Langworth – wieś i civil parish w Anglii, w hrabstwie Lincolnshire, w dystrykcie West Lindsey. Leży 11 km na północny wschód od Lincoln i 199 km na północ od Londynu.
W 2011 roku civil parish liczyła 124 mieszkańców. Stainton by Langworth jest wspomniana w Domesday Book (1086) jako Staintune.